# Cyrtorhinus fulvus
Cyrtorhinus fulvus är en insektsart som beskrevs av Knight 1935. Cyrtorhinus fulvus ingår i släktet Cyrtorhinus och familjen ängsskinnbaggar. Inga underarter finns listade i Catalogue of Life.